# Reial Orde d'Espanya
El Reial i Militar Orde d'Espanya, instituït per Josep Bonaparte a Vitòria el 20 d'octubre de 1808, es va dir inicialment Orde Militar d'Espanya i amb ell va voler substituir el de Carles III, com a premi "al valor i a la fidelitat militars". Els seus colors van fer que el poble el conegués com a "Orde de l'Albergínia". Era una espècie de "Legió d'Honor" espanyola, consistent en un estel de robí de cinc puntes sobre un suport de plata en forma de rajos.
En una disposició del 18 de setembre de 1809 va ser ampliat per al personal civil i es va graduar en tres classes: Gran Banda, Comanador i Cavaller. Això va permetre recompensar els mèrits dels afrancesats espanyols i dels francesos espanyolitzats al seu servei en el tron de Madrid. Mentre Josep Bonaparte va ser Rei d'Espanya, va voler lluir aquesta condecoració al costat de la del Toisó d'or i la Legió d'Honor francesa.

## Alguns guardonats

El Gran mestre
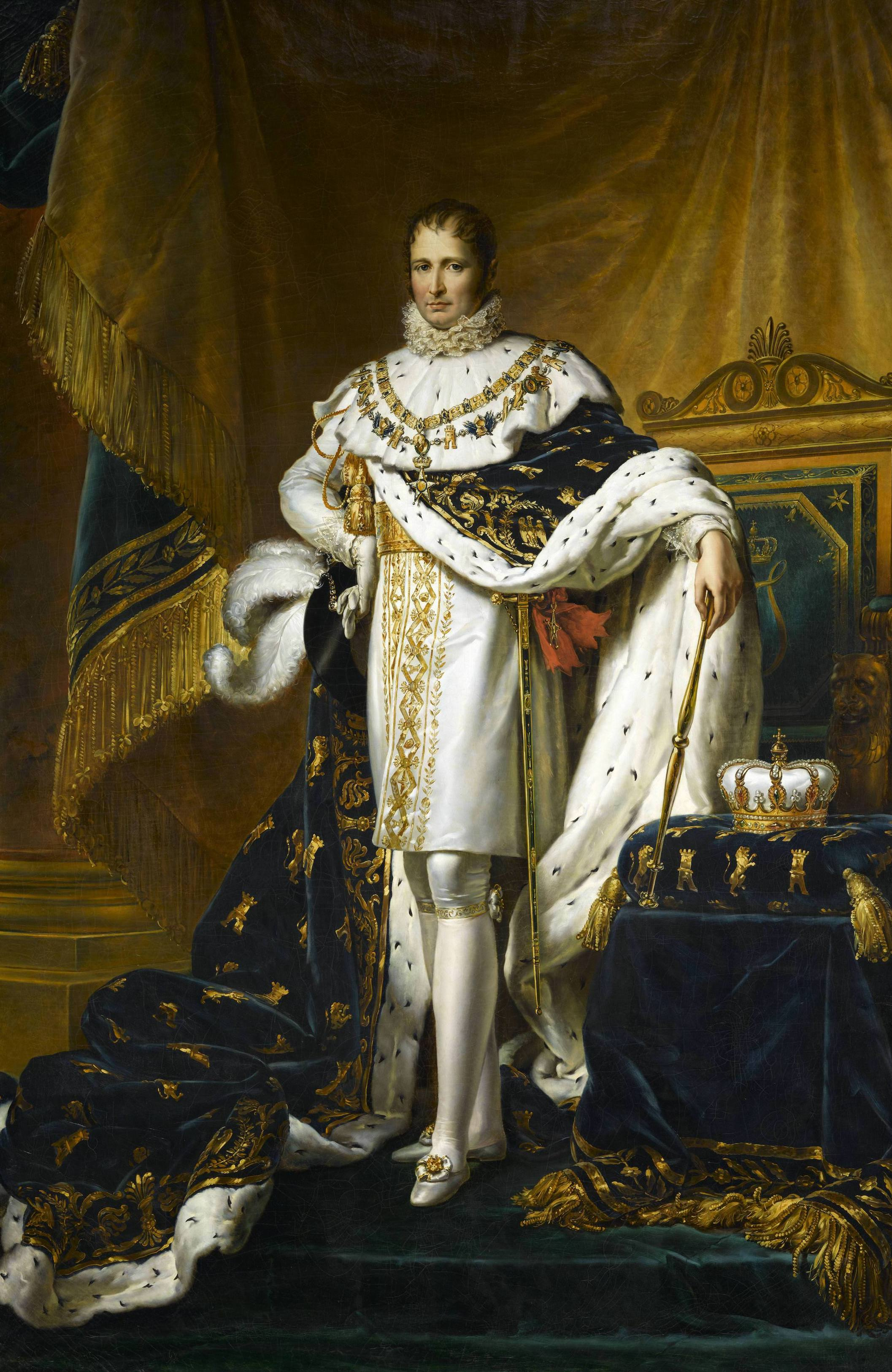
Josep, rei d'Espanya portant el collar de l'Orde (François Gérard, vers 1808)
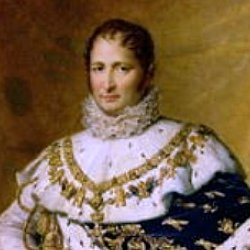
Detall de l'obra precedent
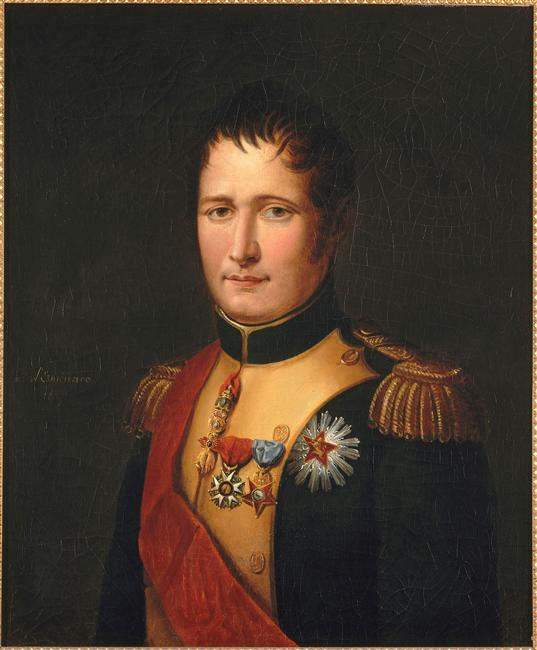
Josep Bonaparte, portant les creus de la Legió d'Honor i de les Dues Sicílies i la gran creu de l'orde reial d'Espanya, (Inès Esménard, 1837)

### Grans cordons
- Miguel José de Azanza;[1]
- Jean Baptiste Alexandre Stroltz[2] (15 février 1811) ;

### Comanadors
- Antoine Aymard ;
- Juan Antonio Llorente ;
- Guillaume Balestrier, coronel del Regiment Reial Irlandès (Espanya)[3] · ;[4]
- Joseph Léopold Sigisbert Hugo ;
- François Joseph Marie Clary (1786-1841) ;

### Cavallers
- Alexis-François Aulagnier ;
- Domingo de Cabarrús y Galabert (11 de març de 1810) ;
- Leandro Fernández de Moratín ;
- Francisco de Goya ;
- Jean-Baptiste Auguste Marie Jamin (19 de novembre 1810)
- Louis-Joseph Hugo (25 d'octubre 1809) ;
- François-Juste Hugo;[5]